# Cupressus goveniana
Cupressus goveniana, die Kalifornische Zypresse (Cupressus goveniana, Syn.: Hesperocyparis goveniana (Gordon) Bartel) ist eine Pflanzenart aus der Familie der Zypressengewächse (Cupressaceae). Sie ist im Westen Kaliforniens heimisch.

## Beschreibung

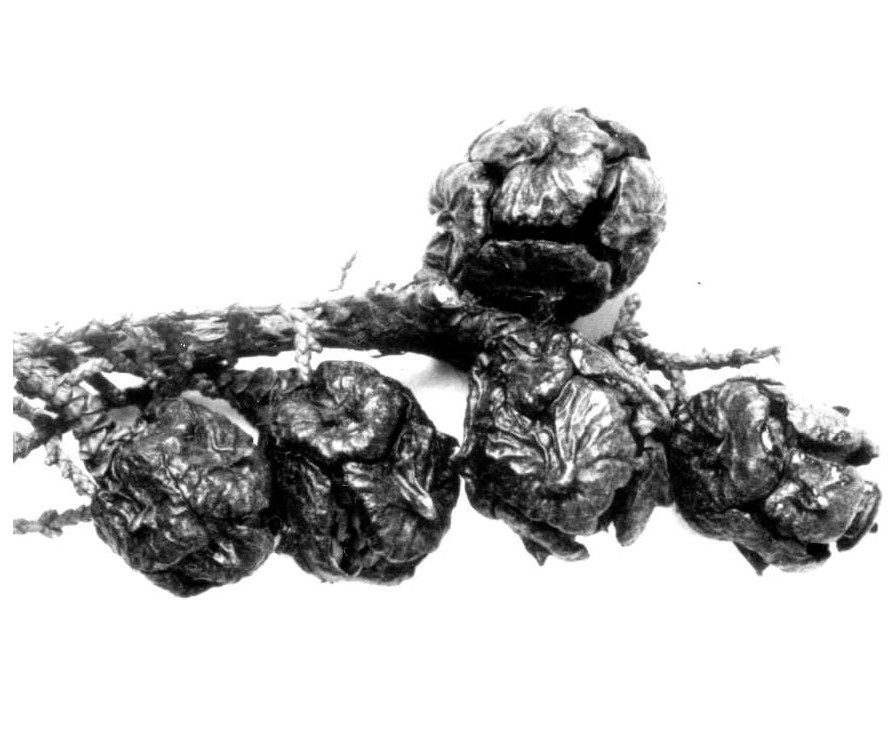
Zapfen

Cupressus goveniana wächst als immergrüner Strauch oder kleiner Baum, der Wuchshöhen von 10 Meter, in Ausnahmefällen sogar bis zu 50 Meter erreichen kann. Die dichte bis karge Krone ist kugelig bis säulenförmig geformt. Die faserige Borke hat eine glatte oder raue Oberfläche und ist unregelmäßig gefurcht. Die 1 bis 1,5 Millimeter dicken Zweige stehen kreuzgegenständig an den Ästen.
Die Blätter sind schuppenartig geformt. Auf der Blattunterseite befindet sich manchmal eine eingebettete Drüse, die kein Harz produziert.
Die männlichen Blütenzapfen werden 3 bis 4 Millimeter lang und 1,5 bis 2 Millimeter dick. Sie enthalten drei bis sechs Pollensäcke. Die Zapfen sind bei einem Durchmesser von 1 bis 3 Zentimeter kugelig geformt. Zur Reife sind sie gräulich braun gefärbt. Jeder Zapfen besteht aus drei bis fünf Schuppenpaaren. Die dunkelbraunen bis pechschwarzen Samen weisen manchmal eine blaugrüne Tönung auf und werden 3 bis 5 Millimeter groß.
Die Chromosomenzahl beträgt 2n = 22.

## Verbreitung und Standort
Das natürliche Verbreitungsgebiet von Cupressus goveniana liegt in West-Kalifornien. Man findet sie dort an der nördlichen Küste, in den Santa Cruz Mountains sowie auf der Monterey-Halbinsel. Der gesamte Bestand besteht aus rund 15 voneinander getrennten Teilpopulationen, von denen keine mehr als 250 Bäume umfasst.
Cupressus goveniana gedeiht in Höhenlagen von 60 bis 800 Metern. Sie wächst vor allem in küstennahen Kiefernwäldern auf kargen Böden.

## Systematik
Die Erstbeschreibung als Cupressus goveniana erfolgte 1849 durch George Gordon in Journal of the Horticultural Society of London 4, S. 295. Von manchen Autoren wird die Art als ein Synonym für Callitropsis goveniana (Gordon) D.P. Little, für Neocupressus goveniana (Gordon) de Laub. oder für Hesperocyparis goveniana (Gordon) Bartel angesehen.
Die Art wird je nach Autor in bis zu drei Varietäten unterteilt. Diese werden teilweise auch als Unterarten oder als Arten angesehen:
- Cupressus goveniana var. abramsiana (Gordon) D.P. Little. Diese Varietät kommt in den Santa Cruz Mountains vor. Ein Synonym ist Cupressus abramsiana C. B. Wolf[5] oder Hesperocyparis abramsiana (C.B.Wolf) Bartel.
- Cupressus goveniana var. goveniana. Diese Varietät ist im Monterey County sowie an der Küste des Mendocino Countys heimisch.[5]
- Cupressus goveniana var. pygmaea Lemmon. Diese Varietät kommt im Mendocino County sowie an der nordwestlichen Küste des Sonoma Countys vor. Ein Synonym ist Cupressus pygmaea (Lemmon) Sarg. oder Hesperocyparis pygmaea (Lemmon) Bartel.[5]

## Gefährdung und Schutz
Cupressus goveniana wird in der Roten Liste der IUCN als „gefährdet“ geführt. Die Varietät abramsiana wird als „stark gefährdet“ gelistet. Als Hauptgefährdungsgründe werden der lokale Druck durch den Siedlungsbau und die Landwirtschaft sowie weiters Waldbrände und der Konkurrenzdruck durch eingeschleppte Arten genannt. Es wird bei beiden Einträgen jedoch darauf hingewiesen, dass eine erneute Überprüfung der Gefährdung notwendig ist.